# Красная Дубровка
Красная Дубровка — деревня в Воловском районе Тульской области России.
В рамках административно-территориального устройства является центром Краснодубровского сельского округа Воловского района, в рамках организации местного самоуправления включается в Турдейское сельское поселение.

## География
Расположена в 20 км к югу от районного центра, посёлка городского типа Волово, и в 92 км к юго-востоку от областного центра, г. Тулы. 

## Население
| 2002 | 2010 |
| ---- | ---- |
| 272  | ↘173 |